# Wijkia nakanishikii
Wijkia nakanishikii là một loài rêu trong họ Sematophyllaceae. Loài này được (Broth.) H.A. Crum mô tả khoa học đầu tiên năm 1971.